# متس تاغلار
متس تاغلار (به ارمنی: Մեծ Թաղլար) یک منطقهٔ مسکونی در جمهوری آرتساخ است که در استان هادروت واقع شده‌است. متس تاغلار ۱٬۴۱۱ نفر جمعیت دارد و ۹۰۰ متر بالاتر از سطح دریا واقع شده‌است.

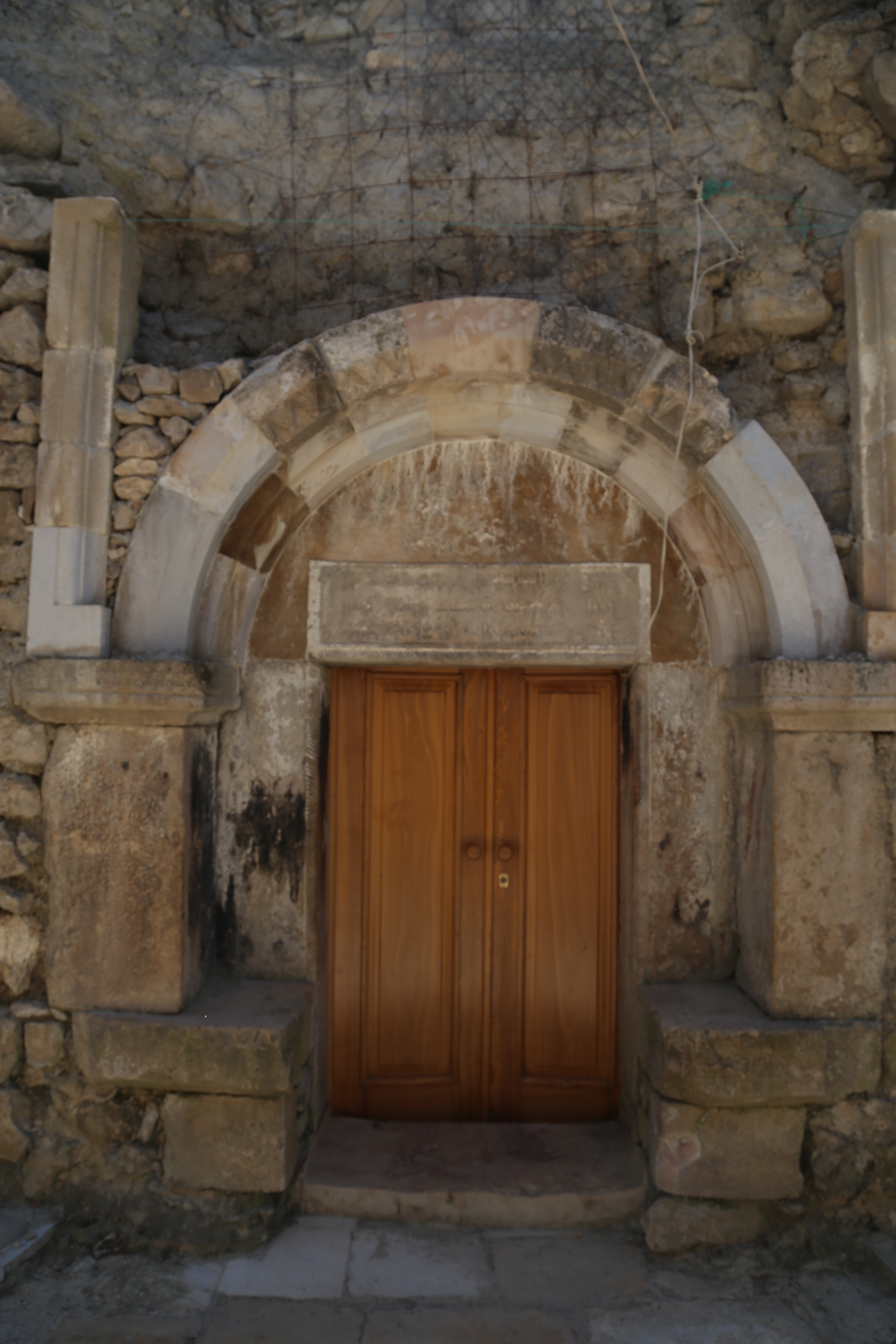
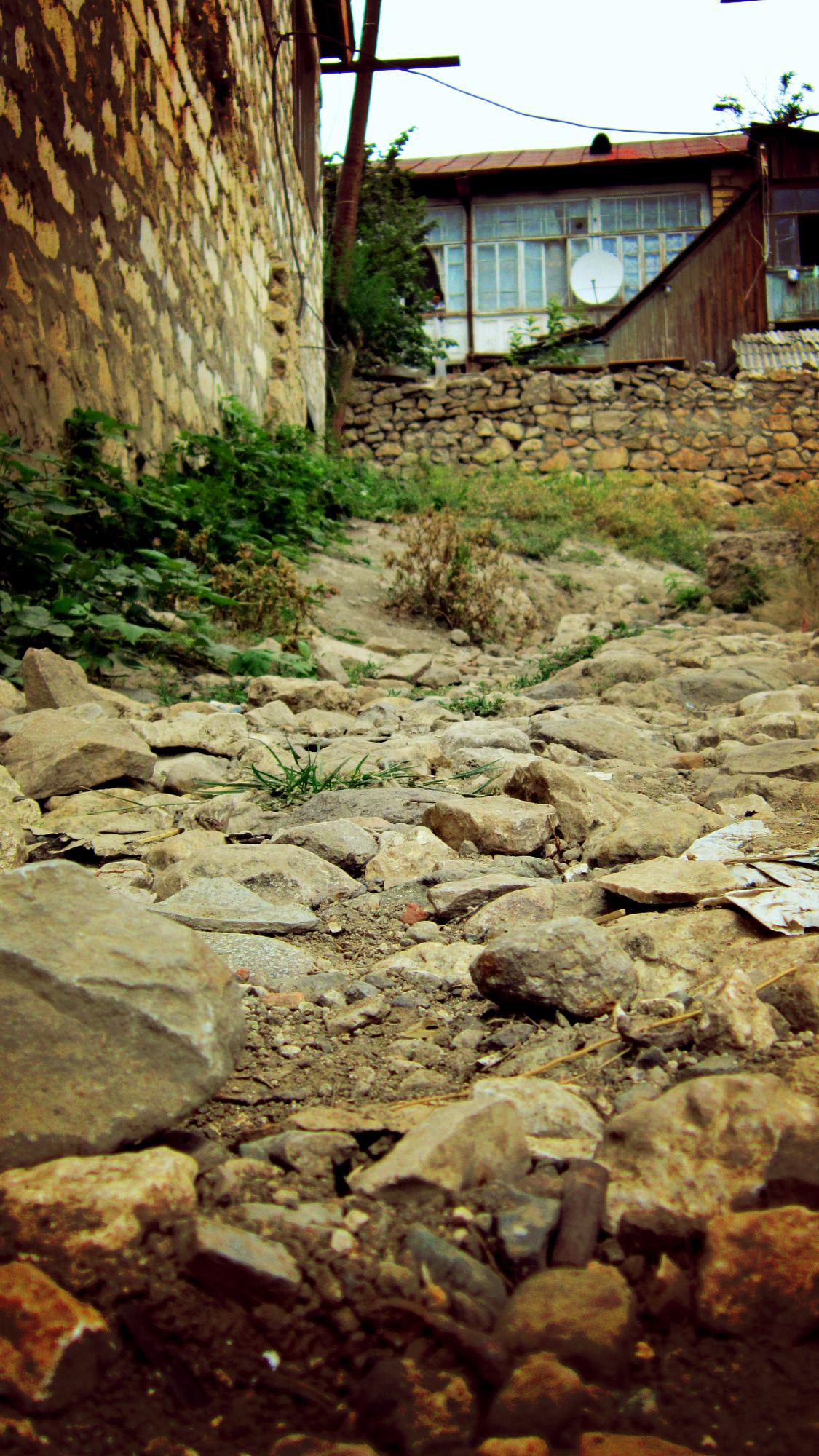